# 알스톰
알스톰(Alstom)은 1928년 1월에 설립된 프랑스의 다국적 운송 및 발전 설비 제조 업체다. 파리 근교의 르발루아-페레에 본사가 있으며, 2007~2008년을 기준으로 매출 16.9억 유로, 70여개국에서 76,000명의 근로자를 고용하고 있다. 현재의 CEO는 앙리 푸파르 라파르쥬다.

## 개요
각종 발전소나 TGV 등 고속철도 차량, LRV 등의 철도 차량으로 잘 알려져 있다. 1990년대에 영국 GEC와 이탈리아의 피아트 철도 차량 제조 부문을 합병하여 사업 확장을 시도했지만, 그 후 경영 위기에 빠져 프랑스 정부로부터 공적자금에 의한 구제 조치로 살아남았다. 현재는 공적자금은 완제했으며, 1997년에 민영화되어 GEC와 알카텔이 대주주가 되었고, 그 후 양사 모두 보유주식을 매각했다. 프랑스 정부의 원자력 산업 정책의 전환에 의해서, 2004년에 에너지 부문의 일부를 아레바 사에 양도했다.

## 역사
- 1928년 1월 톰슨-휴스턴과 소시에테 알사시엔 드 콩스트룩시옹 메카니크(Société Alsacienne de Constructions Mécaniques, SACM)이 합병하여 알스톰이 만들어졌고, 벨포르에 첫 공장을 개업했다. 1932년 전기 기관차와 액압 장비를 생산했던 콩스트룩시옹 일렉트리크 드 프랑스(Constructions Electriques de France)를 인수했다. 이 때부터 알스톰은 운수 사업을 시작했다.
- 1969년 콩파니 제네랄 드 일렉트리시테(Compagnie Générale d'Electricité, CGE)가 알스톰의 대주주가 되기도 했다. 1976년 샹띠에 드 르 아틀랑티크(Chantiers de l’Atlantique)를 합병하여 해양 사업을 시작했다. 1977년 첫 1300MW 발전기를 완공했다. 첫 TGV 편성의 반입은 1978년에 이루어졌고, 1981년 380 km/h, 1990년 515.3 km/h로 세계 철도 속도 신기록을 갱신했다. 2001년엔 칼레에서 마르세이유까지 1067.2km를 3시간 29분 동안 달려 가장 오랫동안 정차하지 않는 기록을 세웠다.
- 1986년 알스톰 벨포르 공장에서 세계 최고 212MW급 가스 터빈을 생산하였다. 1989년 GEC와 운송 사업 부문을 합병하여 GEC-알스톰(GEC-ALSTOM)을 설립하였다. 프랑스 국내 시장이 포화 상태였기 때문에 이 인수를 통하여 유럽으로 진출하였다. 1994년 LHB 잘츠기터, 1998년 세젤렉(Cegelec)을 인수하였다. 1998년 6월 파리 증권 거래소에 상장하였고, GEC-알스톰에서 알스톰(ALSTOM)으로 이름을 바꾸었다. GEC와 알카텔-루슨트가 각각 주식(지분 23.6%)을 매각하였다.
- 1999년 알스톰과 ABB 그룹의 에너지 사업을 합병하여, 50-50으로 투자한 합작 회사 ABB 알스톰 파워를 설립하였다. 이 시기에 중장비용 가스 터빈 사업을 GE에 매각하였다. 이후 2000년 알스톰이 ABB 알스톰 파워의 ABB 측 지분을 인수하였다.[2] 같은 해 이탈리아의 철도차량 제작 업체 피아트 페로비아리아의 지분 51%를 인수하였다.[3] 이 과정에서 알스톰 사비갈리노 공장을 추가하여 국제기업이 된 상태다.
- 2004년 1월 에너지 부문의 일부를 아레바에 매각하였다. 프랑스 정부가 지분의 21%를 인수하여 회생을 도왔다. 2005년과 2006년엔 가스 터빈을 이탈리아, 독일, 스페인, 타이 등에 수출하면서 가스 터빈 시장에 복귀하였다. 2006년 해양 부문을 노르웨이 아커 야즈에 매각하였으며, 2010년까지 지분 25%를 보유할 예정이다. 2006년 4월 27일 정부가 가지고 있던 지분 21%를 보위제(Bouygues)에 매각하였다. 이후 보위제는 지분을 24%까지 인수하였다.
- 2007년 공식 사명을 알스톰(Alstom)으로 변경하였다. 대문자로 써야 하는 경우엔 계속 대문자를 사용한다. 2007년 4월 TGV 속도 기록 574.8 km/h를 달성하였다. 6월 25일 스페인의 풍력 터빈 제조사 에코테크니아(Ecotècnia)를 인수하였다. 2009년 러시아 트란스마시홀딩의 지분 25%+1주를 인수하였다.[4]
- 2020년 2월 17일 캐나다 철도회사인 봄바디어 트랜스포테이숀 인수하였다.
- 2020년 7월 31일 유럽연합위원회에서 인수승인 확정
- 2021년 1월 29일 인수완료

### 상장
1998년 6월 22일 파리 증권 거래소에 상장하였다. 2003년 11월 17일 런던, 2004년 8월 뉴욕에 각각 상장하였다.

## 사업 분야

### 발전
알스톰의 발전 사업은 설계, 제조, 서비스, 제품 공급 등을 포함한다. 가스, 석탄, 원자력, 수력, 풍력 등 모든 발전 분야에 진출해 있다. 발전 설비의 각각 구성 요소(보일러, 터빈, 발전기 등) 및 턴키 사업(각종 발전소 건설)을 판매한다. 이 외에도 기존 구축된 발전 설비 유지 보수도 하고 있다. 2007-2008년 회계연도 동안 발전 사업에서 114억 유로의 매출을 달성하였다.
전 세계 발전소의 25%에 장비를 납품하였다. 중국 싼샤 댐, 브라질/파라과이 이타이푸 댐 등 여러 수력 발전소에도 진출하였다. 아랍에미리트에서는 2000MW급 가스 발전소와 제염공장 건설 및 유지보수 계약을 수주하였다. 중동에서만 1억 유로 규모의 발전 설비 계약을 수주하였다.

### 철도
신규 노선 건설, 장비 및 기술 지원 등 철도 사업 전반에 진출해 있다. 시장 점유율 18%, 매출액 53조 유로를 거두었다. 철도 사업은 60개 국가에 진출했으며 총 고용자는 26,000명이다. (준)고속차량, 통근용 차량, 노면 전차, 기관차를 포함하는 철도차량, 철도 노선 건설, 턴키 시스템, 기술 지원을 제공하고 있다.

## 부정 부패 진상 조사
2007년 7월 10일 멕시코에서 계약을 수주하기 위하여 뇌물을 준 혐의로 27,000 미국 달러 벌금 및 향후 2년간 공공 부문 입찰 금지 조치를 당했다.
2008년 5월 6일엔 1995년부터 2003년까지 아시아와 남아메리카 지역에서 계약을 수주하기 위하여 뇌물을 준 혐의를 월 스트리트 저널에서 보도한 후, 프랑스 정부에서 알스톰을 조사하였다. 프랑스 정부 측에서는 스위스 정부에서 2007년 5월 제공한 정보에 의하여 조사를 진행하였다고 하였다. 조사 당시 알스톰 측은 뇌물 수수 의혹을 부인하였다. WSJ에서 조사한 뇌물 수수의 한 예로는 4500만 달러 규모의 상파울루 지하철을 수주하기 위하여 680만 달러 가량의 뇌물을 준 사례가 있다.
2008년 8월 22일 스위스 경찰은 스위스에 있는 알스톰 사의 시설물에 대한 압수 수색을 진행하였다.
2010년 3월 24일 영국에 있는 알스톰 직원 3명이 뇌물 혐의로 구속되었다. 이후 영국에 있는 알스톰 사무실에 대한 압수 수색이 진행되었다. 영국 측에서는 외국의 계약을 수주하기 위해 뇌물을 건넨 혐의로 조사하였다고 밝혔다.